# Paula Riemann

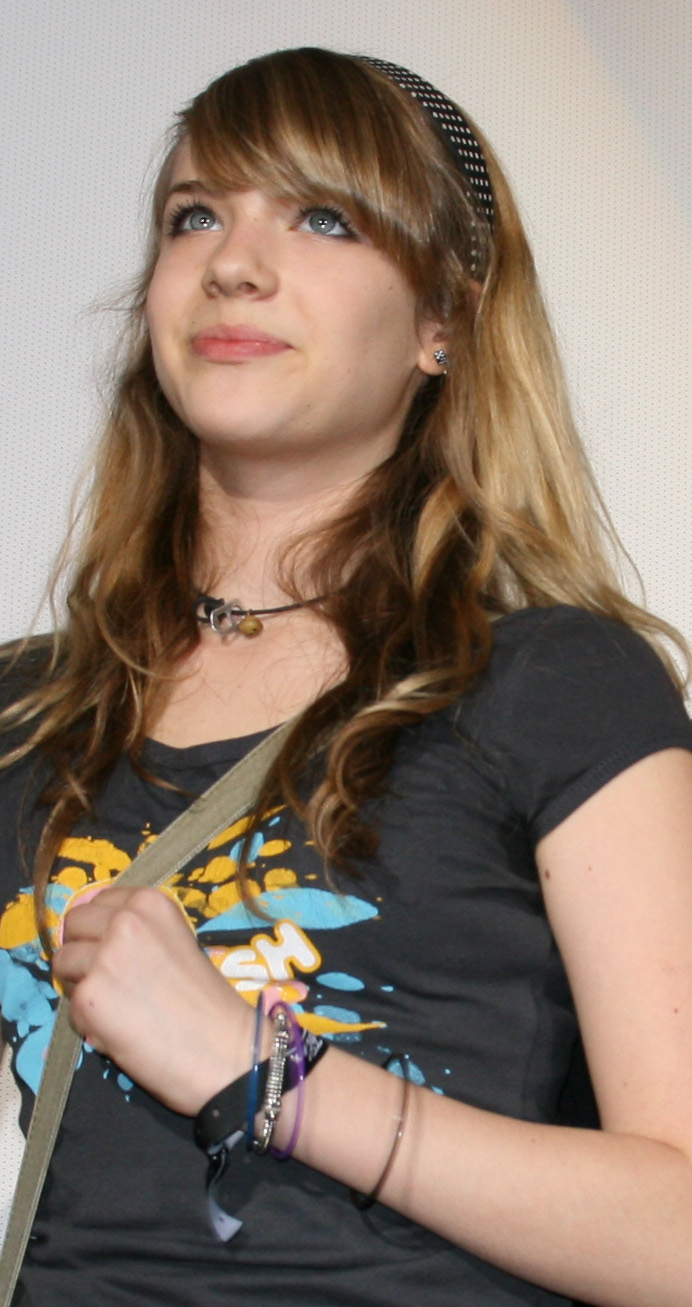
Paula Riemann en 2007.

Paula Riemann es una actriz alemana nacida el 3 de agosto de 1993. 
Sus padres, Katja Riemann y Peter Sattmann, son bien conocidos como actores por sus papeles cinematográficos. Se estrenó en la película Die Wilden Hühner (2006), así como su secuela Die wilden Hühner und die Liebe (2007), basadas en el libro Die wilden Hühner de Cornelia Funke. 
Riemann también interpretó la película Bergkristall de Joseph Vilsmaier (2004), en la que actuó junto con su madre. Fue galardonada con el Premio Undine en 2006. 